# GAZ Pobieda
 (mai 2021).
Si vous disposez d'ouvrages ou d'articles de référence ou si vous connaissez des sites web de qualité traitant du thème abordé ici, merci de compléter l'article en donnant les références utiles à sa vérifiabilité et en les liant à la section « Notes et références ».
La Pobieda M20 (en russe : Победа) est la première voiture d’après-guerre du constructeur automobile russe GAZ. Son nom signifie « victoire ».
Produite de 1946 à 1957 en URSS, elle continuera sa carrière en Pologne jusqu’en 1973, avec une carrosserie quelque peu modernisée, sous le nom de FSO Warszawa.

## La GAZ d’après guerre
En décembre 1941, le Bureau de conception de la marque Gorky a reçu l'ordre de concevoir un nouveau modèle, capable de répondre aux besoins de l'URSS, c'est-à-dire pour pouvoir être maintenu facilement et faire face aux mauvaises routes du pays. À la fin de la guerre, l'Union soviétique avait acquis la moitié des installations de production d'Opel à Rüsselsheim. En tant que tel, il a été décidé de baser la voiture prévue sur l'Opel Kapitän de 1938, mais avec de nombreuses modifications. Par exemple, le moteur à 6 cylindres de l'Opel Kapitän a été remplacé par une version 4 cylindres de 50 ch 2 112 cm3 du moteur 6 cylindres utilisé dans le GAZ-11-73, et il a également utilisé sa boîte de vitesses,,. Néanmoins, la suspension avant et d'autres parties de châssis, à côté du corps, sont restées presque identiques à l'Opel. L'étude sur la voiture s'est poursuivie et en 1945, certains prototypes étaient déjà prêts. En dehors de quelques détails (portes, finition ...), la voiture est presque cohérente avec le modèle de production. 

## Les déboires
Le prototype est présenté à Staline le 19 juin 1945. Il est prévu que les premières voitures soient livrées le 28 juin 1946, soit 10 mois après la décision de la fabriquer en série ; le délai est donc excessivement court, mais à l’époque, pas question de discuter…
Les toutes premières Pobieda M20, c’est son nom, sortent à la date prévue mais en très petit nombre.
Cependant, le manque de temps consacré à l’élaboration du modèle est flagrant et les premiers acheteurs doivent vite déchanter : problèmes techniques à répétition, train avant peu solide, manque de rigidité et d’étanchéité…
En octobre 1948, le gouvernement ordonne de suspendre la production, alors que 1 700 modèles sont déjà sortis de l’usine.
Au total, 346 modifications sont apportées à la M20.
Pour tester la résistance de la carrosserie, GAZ profite de la première explosion atomique soviétique, le 29 août 1949, dans le désert kazakh, et dispose plusieurs Pobieda à des distances variables du lieu de l’explosion !

## Les autres versions et la fabrication chez FSO
La première Pobieda phase II sort de l’usine le 1er novembre 1949. Elle sera la voiture la plus répandue dans le pays dans les années 1950.
L’immense majorité des soviétiques n’ayant pas les moyens de s’acheter une voiture (ou seulement une petite Moskvitch pour certains, à l’époque), la Pobieda est surtout utilisée par les administrations, les entreprises et les taxis.
En novembre 1949, une version découvrable est même proposée, elle sera produite jusqu’en 1953.
Quelques pick-up et de très rares breaks ont également existé.
En 1952, le moteur gagne 2 ch, portant sa puissance à 52 ch et sa vitesse de pointe à 110 km/h (contre 105 auparavant), la consommation s’établissant à 11 l/100 km.
En 1955, la Pobieda 20V adopte une nouvelle calandre et un tableau de bord modifié.
La même année, un modèle totalement original apparaît, il s’agit d’une carrosserie de Pobieda montée sur un châssis de GAZ 69. Ce modèle, le type M72, a été conçu à la demande de Nikita Khrouchtchev en personne.
La nouvelle Volga étant entrée en production, la fabrication de la Pobieda est arrêtée en Russie en décembre 1957.
Le constructeur polonais FSO, qui commercialise la berline russe depuis 1951 sous le nom de Warszawa, va la faire évoluer jusqu’en 1973.
Au total, 240 676 Pobieda ont été assemblées à Gorki entre 1946 et 1957, dont 37 492 taxis, 14 222 berlines découvrables et 4677 4x4 type M72.

## Galerie

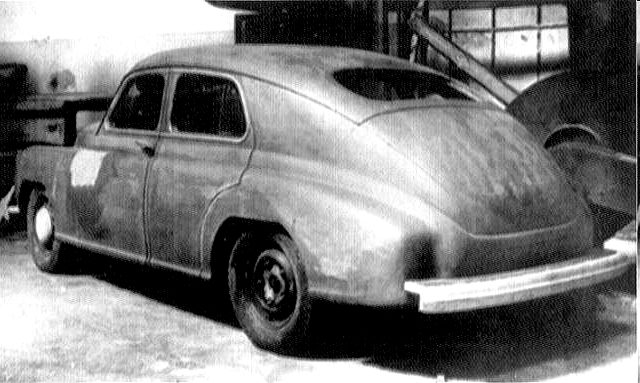
Modèle d'argile, 1943-1944
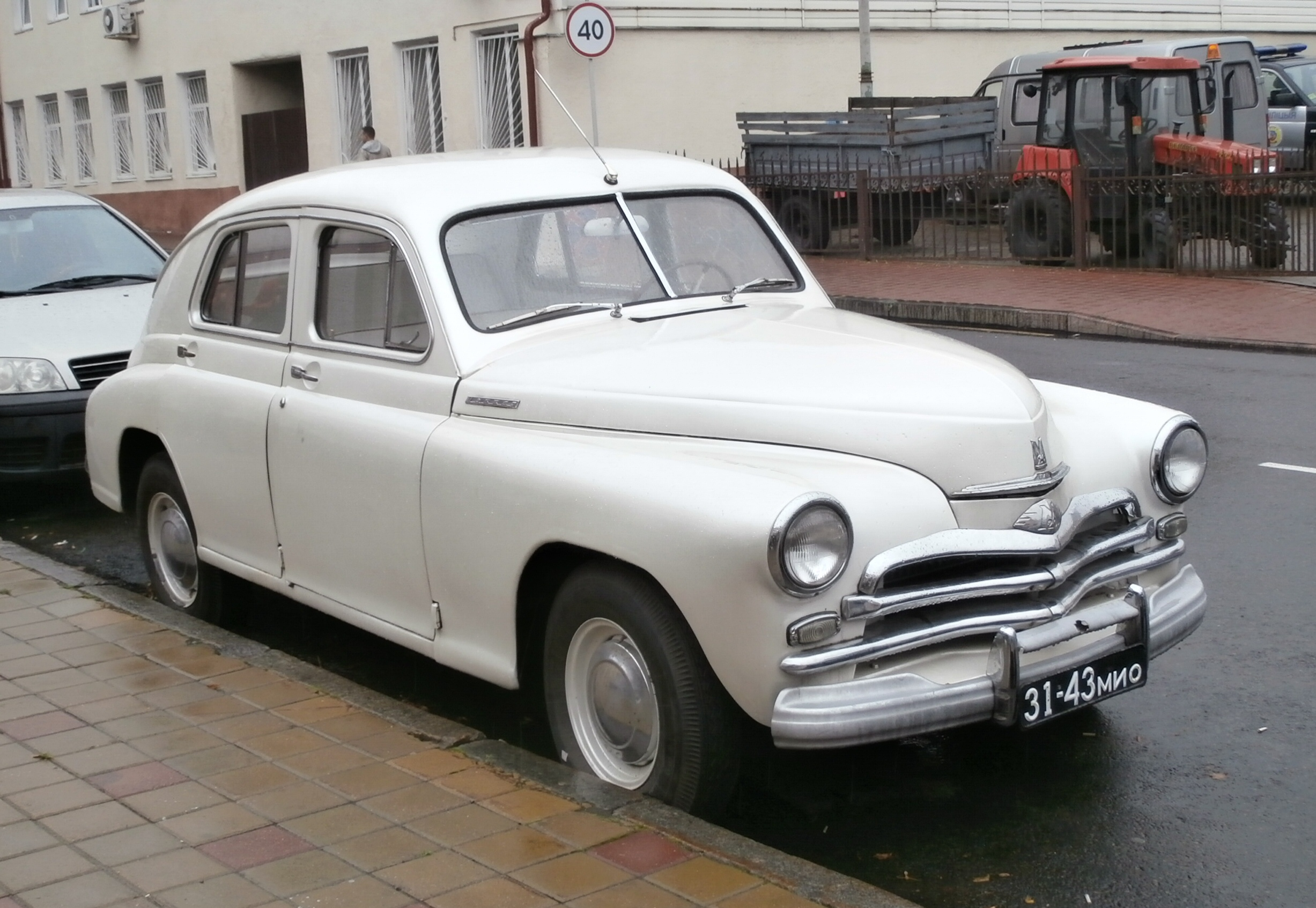
GAZ M20 (1948-1955)
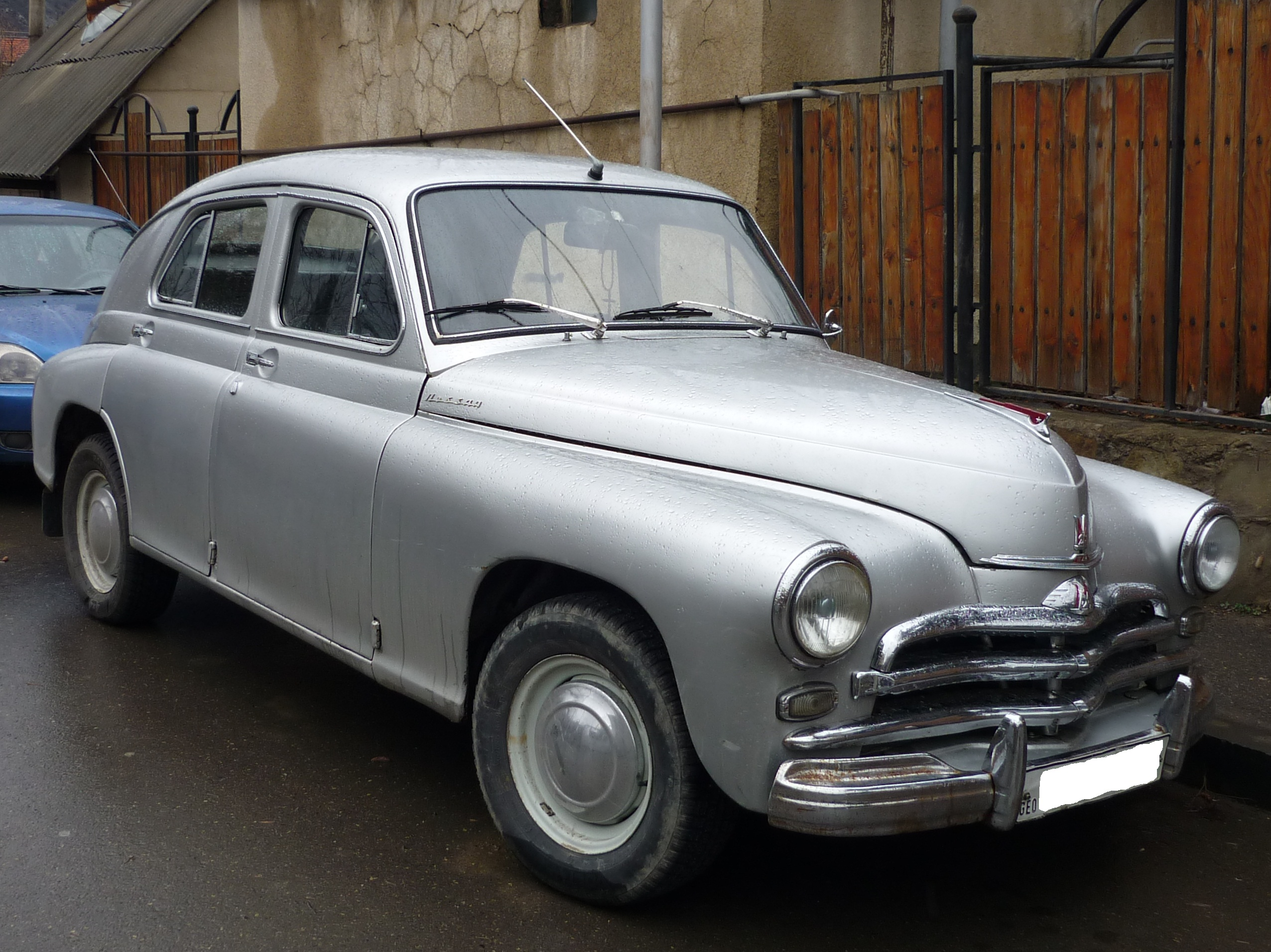
GAZ-M20V (1955-1958)
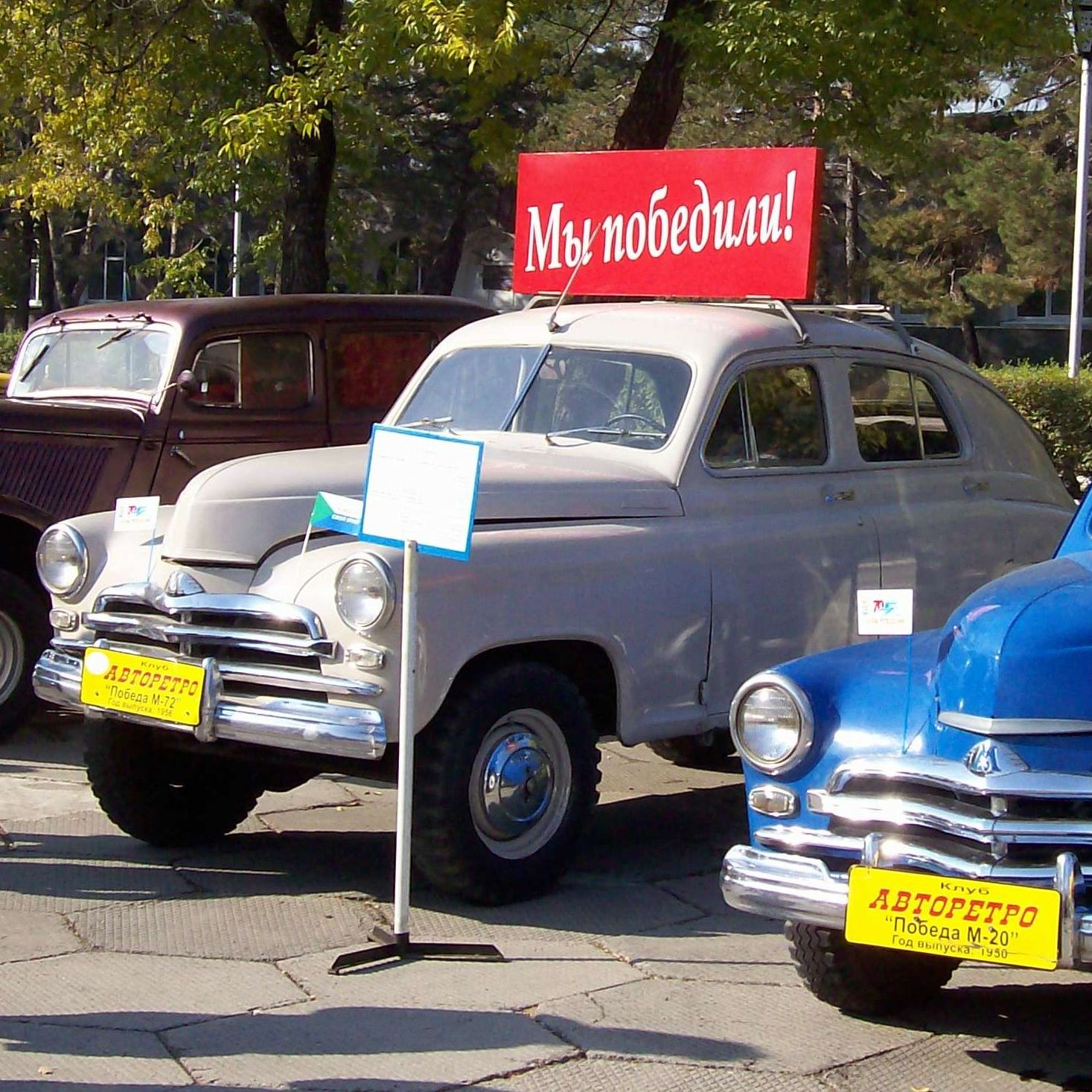
GAZ-M72 (1955-1958)
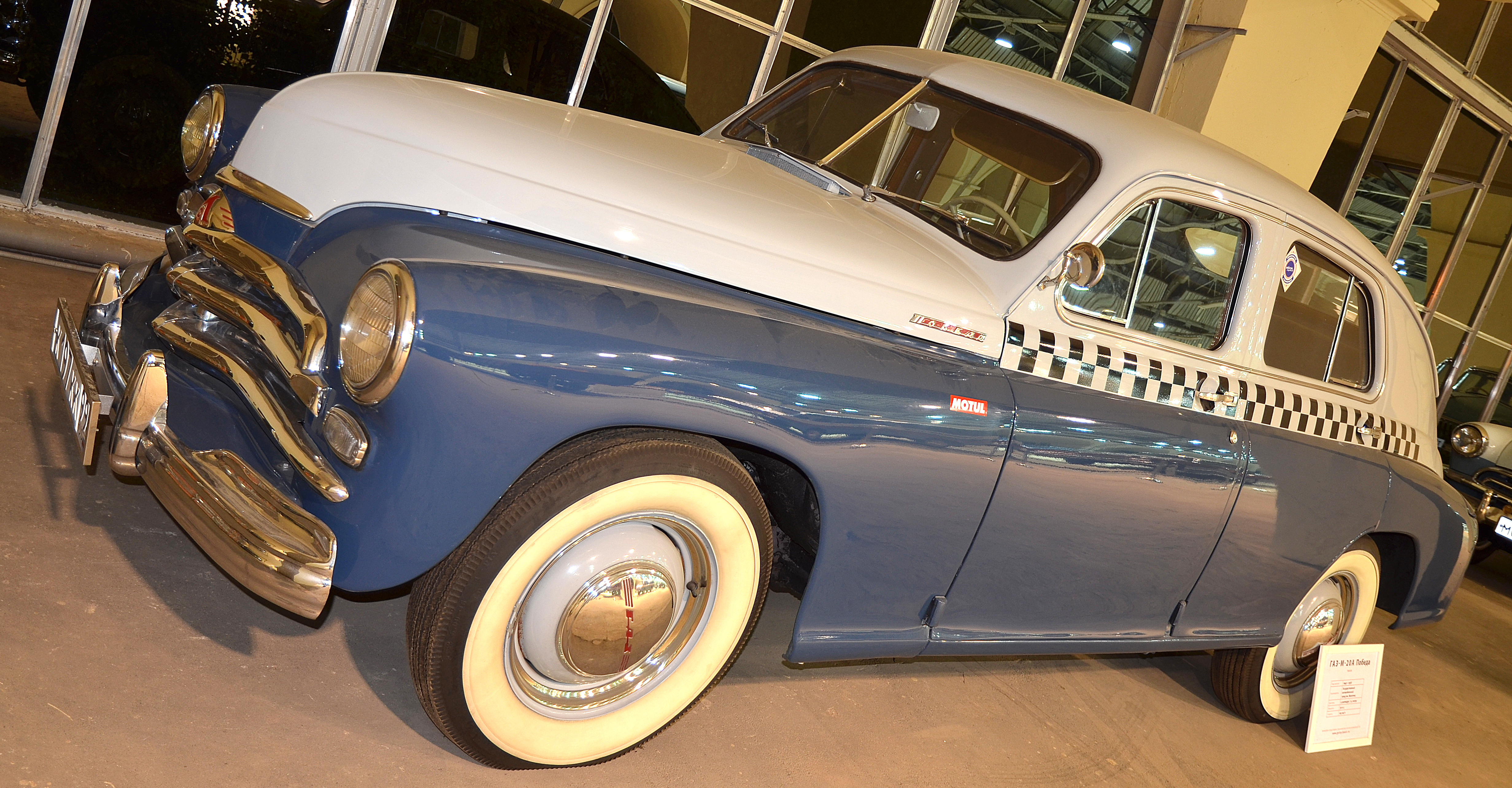
GAZ-M20A taxi
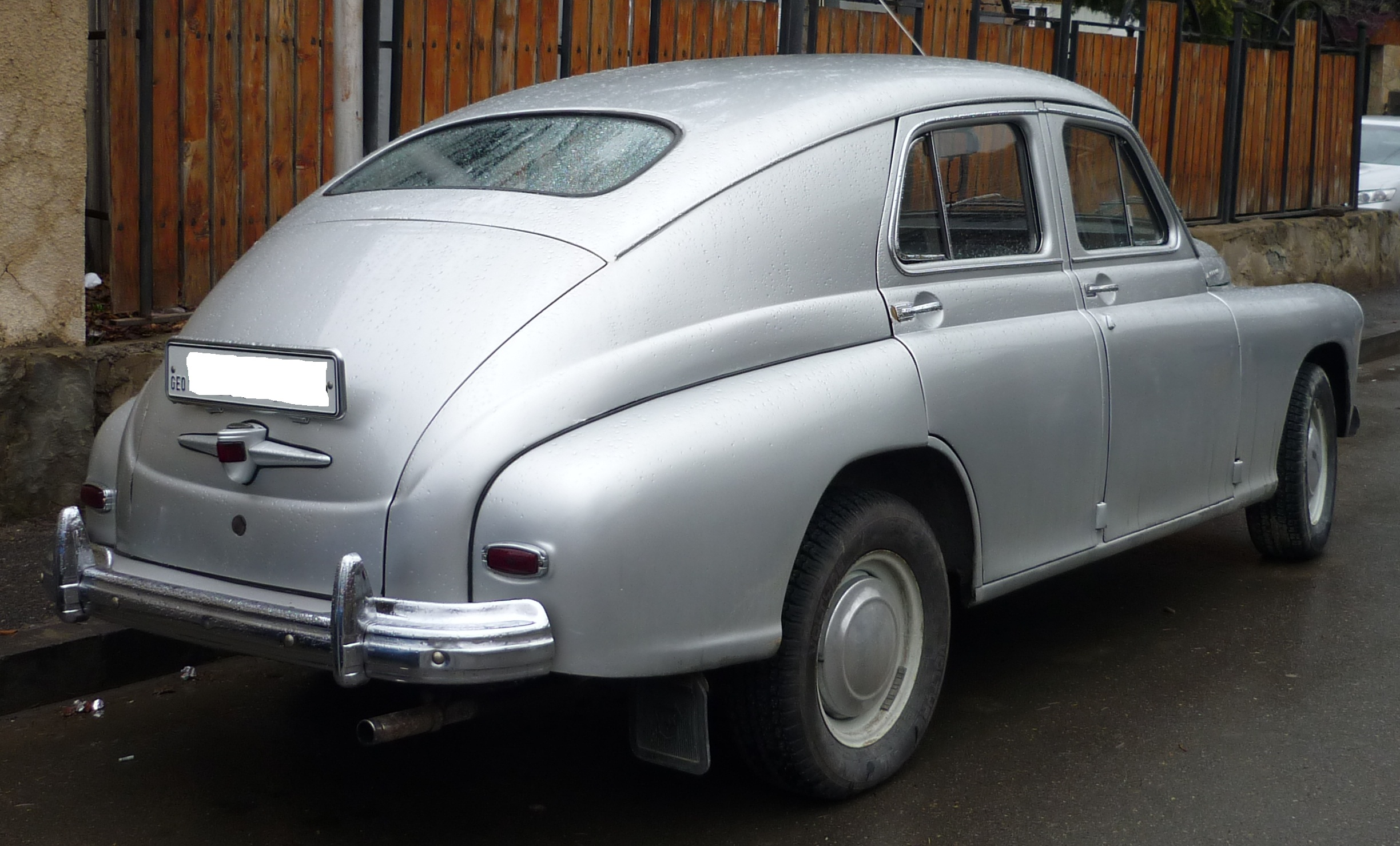
GAZ-M20V arrière

## Sources
- Bernard Vermeylen, Voitures des pays de l'Est, Boulogne-Billancourt, E.T.A.I, 2008, 239 p. (ISBN 9782726888087, OCLC 470767381)

Références
1. ↑  "GAZ-M20 "Pobeda"". Avtolegendy SSSR (in Russian) (23). DeAgostini. 2009. ISSN 2071-095X
2. ↑  https://p15-d24.com/topic/42675-dodge-d5-engine-in-russia/
3. ↑  https://www.drive2.ru/l/288230376151822245/
4. ↑  Thompson, Andy (2008). Cars of the Soviet Union. Somerset, UK: Haynes Publishing.
5. ↑  Dolmatovskiy & Trepenyenkov 1957, p. 122.